# 丁集镇 (凤台县)
丁集乡，是中华人民共和国安徽省淮南市凤台县下辖的一个乡镇级行政单位。

## 行政区划
丁集乡下辖以下地区：
丁集村、沈庄村、耿王村、前元村、郭徐村、张巷村、炮楼村、宋塘村、考庄村、曹楼村、丁庄村、瓦岗村、信圩村和依沟村。